# Arroyo Fairways Mobile Home Club
Arroyo Fairways Mobile Home Club es un área no incorporada ubicada en el condado de Riverside en el estado estadounidense de California.

## Geografía
Arroyo Fairways Mobile Home Club se encuentra ubicada en las coordenadas 33°44′45″N 116°54′43″O / 33.74583, -116.91194.